# Лая (станция)
Лая — пассажирская и сортировочная станция Свердловской железной дороги на двухпутной линии Гороблагодатская — Нижний Тагил — Екатеринбург-Сортировочный. Расположена в посёлке Лая Пригородного района Свердловской области России.
Железнодорожная ветка проходит по центральной части посёлка. На станции Лая имеется небольшой одноэтажный деревянный вокзал постройки начала XX века с комплексом хозяйственных зданий. Посадочных перронов два. На станции трижды в сутки останавливается электричка Нижний Тагил — Чусовская, а также электрички северного направления до Серова, Верхотурья, Нижней Туры и Качканара. Транзитом через Лаю следуют поезда дальнего следования: 84Е/84М «Приобье — Серов — Москва — Приобье», 49/50 «Екатеринбург — Нижний Тагил — Москва — Екатеринбург», 603/604 «Екатеринбург — Соликамск — Екатеринбург».

## История
Станция Лая была построена в середине XIX века для обслуживания Верхне-Лайского и Нижне-Лайского Демидовских чугунолитейных заводов и жителей села при нём. Станция Лая была открыта 1 октября 1878 году в составе последнего участка Горнозаводской железной дороги. Сейчас станция обслуживает жителей близлежащих ПГТ Горноуральска и старинного села Лая, а также и собственно станционного посёлка Лаи и служит для сортировки составов грузовых поездов.